# Шостьин, Александр Павлович
Александр Павлович Шостьин (23 мая (4 июня) 1862, Касимов — 11 (24) января 1916, Сергиев Посад) — русский богослов, заслуженный профессор Московской духовной академии.

## Биография
Родился в семье дьякона. Окончил Касимовское духовное училище (1875), Рязанскую духовную семинарию (1881) и Московскую духовную академию со степенью кандидата богословия (1-й магистрант XL курса; 1885). С сентября 1886 года исполнял должность доцента Московской духовной академии по кафедре пастырского богословия и педагогики, а после защиты в январе 1890 года магистерской диссертации он был утверждён в этой должности.
С августа 1895 года — экстраординарный профессор, с мая 1908 — ординарный. В период 1907—1912 годов состоял инспектором академии. С ноября 1911 года — заслуженный профессор. С 1913 года состоял членом Правления академии. С 6 мая 1911 года — действительный статский советник.
Был похоронен на Академическом кладбище.

## Награды
- орден Св. Станислава 2-й ст. (1902)
- орден Св. Анны 2-й ст. (1905)
- орден Св. Владимира 4-й ст. (1908)